# Сечин, Сергей Николаевич
Серге́й Никола́евич Се́чин (укр. Сергій Миколайович Сечін; род. 7 августа 1965, Симферополь) — советский и украинский футболист, игравший на позиции защитника.

## Биография
Воспитанник футбольной школы симферопольской «Таврии», первый тренер — Эммануил Анброх. Первым клубом в карьере стал ленинградский «Зенит», в основном составе которого на поле ни разу не появился, отыграв 3 матча за дубль. В 1984 году призван на военную службу, во время которой выступал за ленинградское «Динамо». Покинул команду в 1987 году, после чего некоторое время работал слесарем на заводе «Светлана», а затем перешёл в московский «Спартак», где выступал только в дублирующем составе (11 матчей). На следующий год стал игроком симферопольской «Таврии», однако в составе крымчан на поле ни разу не появился. В 1988 году перешёл в житомирский «Спартак», за который выступал на протяжении трёх сезонов, был одним из основных игроков. В 1990 году стал игроком шепетовского «Темпа». В том году команда проводила свой первый сезон на любительском уровне, а на следующий сезон уже выступала во второй союзной лиге и стала обладателем Кубка УССР, благодаря чему получила право в первом чемпионате независимой Украины стартовать в высшей лиге.
Дебютировал в чемпионате Украины 6 марта 1992 года, выйдя в стартовом составе в выездном матче против николаевского «Эвиса». В дебютном сезоне украинской высшей лиги провёл 12 матчей, в течение сезона отлучавшись в житомирский «Химик», за который провёл 6 игр в первой лиге. В следующем сезоне провёл 1 матч в Кубке Украины за сумской «Автомобилист», затем вернулся в «Темп», вылетевший из высшего дивизиона. В 1993 году подписал контракт с житомирским «Химиком», в котором снова стал одним из основных игроков и задержался на 3 года. В 1995 году также провёл 1 матч в Кубке Украины за барановский «Керамик». После ухода из житомирской команды, в 1996 году, некоторое время работал охранником, затем был приглашён в клуб высшей лиги — кировоградскую «Звезду». В клубе провёл год, не отыгрывая основных ролей, чаще появляясь в составе фарм-клуба кировоградцев, «Звезде-2», во второй лиге. В 1998 году провёл половину сезона в малинском «Бумажнике», после чего завершил профессиональную карьеру футболиста. В сезоне 2000—2001 годов выступал в первой лиге Украины по футзалу за житомирский «Коммунальник»
В 2003 году закончил Международный научно-технический университет, получил юридическое образование. По окончании выступлений трудился на должностях юриста в коммунальных предприятиях Житомира. Позже работал в городском управлении юстиции, Госземагентстве и управлении Гоструда. Также занимал различные должности в Житомирской областной федерации футбола.

## Достижения
- Обладатель Кубка Украинской ССР: 1991